# Couy
Couy är en kommun i departementet Cher i regionen Centre-Val de Loire i de centrala delarna av Frankrike. Kommunen ligger  i kantonen Sancergues som tillhör arrondissementet Bourges. År 2022 hade Couy 376 invånare.

## Befolkningsutveckling
Antalet invånare i kommunen Couy
Referens:INSEE